# Ingemar Krusell
Ingemar Krusell (27. april 1934 i Borgehage, Borgholm, Øland - 19 marts 2017) var en svensk politimand og forfatter, der i offentligheden blev kendt gennem sin involvering i efterforskningen af Palmemordet.
Krusell blev ansat ved Stockholms politidistrikt fra den 2. maj 1956 som politiaspirant og uddannet ved Statens Polisskola. 
Han var ved ordenspolitiet i Maria politivagtsdistrikt i Söder 1957–1966 og derefter ved politiet i Farsta 1967–1969.
Fra september 1969 kom han i tjeneste ved kriminalpolitiet i Stockholm.
Blandt de kriminalsager han var involveret i var om Lars-Inge Svartenbrant (1971–1972), det såkaldte Norrmalmstorgsdrama i 1973 og om jugoslaven Zeljko Raznjatovic (Arkan) i 1974.
Han var involveret i forundersøgelsen i forbindelse med attentatet mod Vesttysklands ambassade i Stockholm i 1975 og arbejdede da sammen med kriminalfolk fra det vesttyske Bundeskriminalamt (BKA) i Bonn.
I 1980'erne var Krusell tilknyttet grupper der undersøgte økonomisk kriminalitet og var da blandt andet med i udredning omkring firmaet Fermenta.
Da den svenske statsminister Olof Palme blev skudt den 28. februar 1986 blev Krusell af lederen Hans Holmér sent til BKA i Wiesbaden. Krusell blev forbindelsesmand til det tyske sikkerhedspoliti (BKA-ST) i Bonn og til BfV i Køln.
I de første uger af efterforskningen var han placeret ved gruppen for terrorisme (BKA-TE12).
To år efter mordet i marts 1988 blev Krusell stedfortrædende leder under Hans Ölvebro af den såkaldte Palmegruppe (RK-A2), specialgruppen der efterforskede Palmemordet.
I denne forbindelse efterforskede han blandt andet PKK og Ustasja, var forhørsleder for Ebbe Carlsson samt ansvarlig for udarbejdelsen af hovedprotokollen i sagen mod den formodede morder Christer Pettersson.
Efter Krusell forlod Palmemordets efterforskning i 1990 fortsatte han i kriminalpolitiet frem til sin pensionering den 1. juli 1995
Krusell udgav i 1998 bogen Palmemordets nakna fakta om efterforskningen om Palmemordet.
I bogen giver han udtryk for sin overbevisning om at Christer Pettersson myrdede Olof Palme og kritiserede desuden efterforskningen under Hans Holmér som han kaldte dilitantisk. 
Han har fortsat med at kommentere Palmemordet og andet kriminalitet i svenske medier, blandt andet i forbindelse med mordet på Anna Lindh,
og ved Christer Petterssons død i 2004.
I 2007 anmeldte han Leif GW Perssons roman om Palmemordet, Faller fritt som en dröm.
Krusell medvirkede i et interview i Mikael Hylin og Lasse Spang Olsens dokumentarfilm Det forkerte mord (Jag såg mordet på Olof Palme).
Krusells kollega Christina Fridebäck og en række andre politiansatte døde ved Estoniakatastrofen den 28. september 1994. Hans bog er tilegnet dem.